# Juan León y Castillo
Juan de León y Castillo (Telde, Gran Canaria, 1834-1912) fue una de las personalidades más destacadas en la vida pública isleña de Gran Canaria en la segunda mitad del siglo XIX y principios del XX, presente en una época en la que se fraguaba el futuro administrativo del Archipiélago Canario.

## Biografía
En 1850 se trasladó a Madrid para estudiar en la Escuela de Ingenieros, Caminos, Canales y Puertos hasta 1857. En 1858 regresó al Archipiélago, donde es puesto bajo las órdenes del Ingeniero jefe Nicolás Clavijo y Pló.
Fue el autor e impulsor, junto con su hermano Fernando León y Castillo, del proyecto del Puerto de La Luz, aprobado en 1862 siendo Fernando ministro de Ultramar con el gobierno de Sagasta. Juan también formó parte del Partido Liberal, al que acompañó en su carrera política en las Islas. Falleció el 14 de julio de 1912 en Las Palmas de Gran Canaria.

## Obras

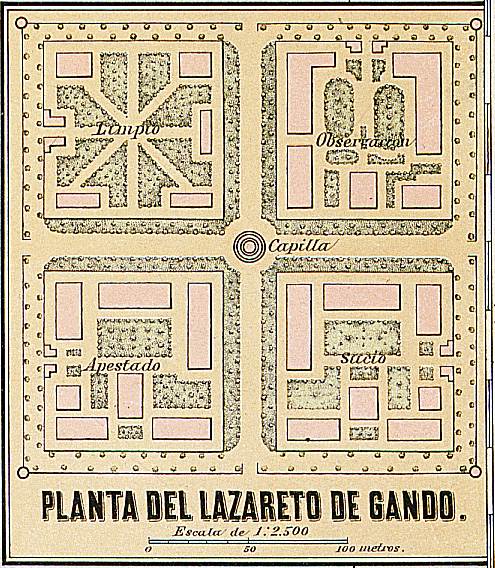
Lazareto de Gando (1896).

Algunas de sus obras más destacadas como ingeniero jefe de Obras Públicas,  fueron:
- En julio de 1880 realiza el proyecto para el tendido del cable telegráfico que uniría las Islas entre ellas y la Península.
- Puerto de La Luz.[2]
- Levantó el Lazareto de Gando
- Varios faros costeros como el Faro de Maspalomas.
- Desarrolló la construcción de diversas carreteras que comunicaron la capital de Gran Canaria con Telde, Agüimes, Arucas, Teror, Tenoya, etc.
- Autor del túnel más antiguo de la isla de Gran Canaria, que une la capital con Tenoya, en aquellos tiempos una obra de gran envergadura.
- Autor de los proyectos de los muelles de Agaete y Sardina, en la isla de Gran Canaria, así como de mejoras en los de Santa Cruz de Tenerife, Puerto de la Cruz, Arrecife, etc.

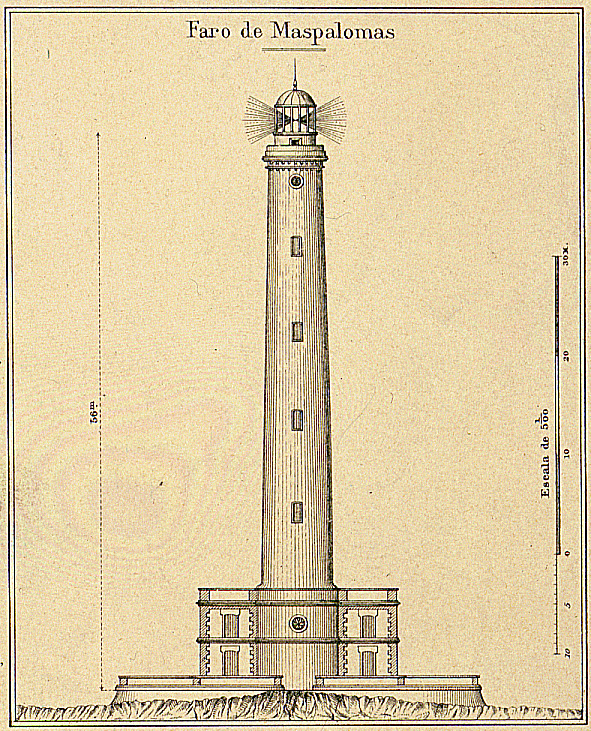
Alzado del faro de Maspalomas (1895).